# Parandraceps turnbowi
Parandraceps turnbowi là một loài bọ cánh cứng trong họ Cerambycidae.